# Заповедник (повесть)
«Запове́дник» — повесть советско-американского писателя Сергея Довлатова, впервые опубликованная в 1983 году издательством «Эрмитаж» (Анн-Арбор, США).

## Сюжет
В центре сюжета — ленинградский интеллигент Борис (Боб) Алиханов, устраивающийся на летнюю работу экскурсоводом в музей-заповедник А. С. Пушкина «Михайловское» в Пушкиногорском районе Псковской области.

## История создания
Как и в большинстве произведений Сергея Довлатова, прототипом главного персонажа является сам автор, работавший в музее-заповеднике А. С. Пушкина «Михайловское» в 1976—1977 годах. При этом, в отличие от многих других повестей и циклов писателя, персонаж назван вымышленной фамилией. В качестве другого вероятного прототипа называют Иосифа Бродского, пытавшегося устроиться в «Михайловское» библиотекарем.
Первый вариант повести был написан Довлатовым в Ленинграде в 1977—1978 годах. Окончательный вариант был завершён в 1983 году в Нью-Йорке. Впервые книга вышла в свет в издательстве «Эрмитаж» в Анн-Арборе, штат Мичиган (США), в том же 1983 году.
30 сентября 2016 года в Хельсинки был представлен перевод повести на финский язык — «Ulkomuseo», — выполненный Паули Тапио и опубликованный издательством «Idiootti».

## Постановки
Дипломные спектакли по повести «Заповедник» неоднократно ставились в Театральном институте имени Бориса Щукина: в 2010 и 2014—2015 гг. (реж. Роман Дробот) и в 2016—2017 г. (реж. Родион Овчинников).
В Московском драматическом театре им. А. С. Пушкина в 2020 году поставлен спектакль «Заповедник». Режиссёр и автор инсценировки: Игорь Теплов.
В Студии театрального искусства в Москве в 2017 году поставлен спектакль «Заповедник». Режиссёр: Сергей Женовач.

## Экранизация
- 2018 — «Заповедник», российский художественный фильм режиссёра Анны Матисон с Сергеем Безруковым в главной роли.